# 露地

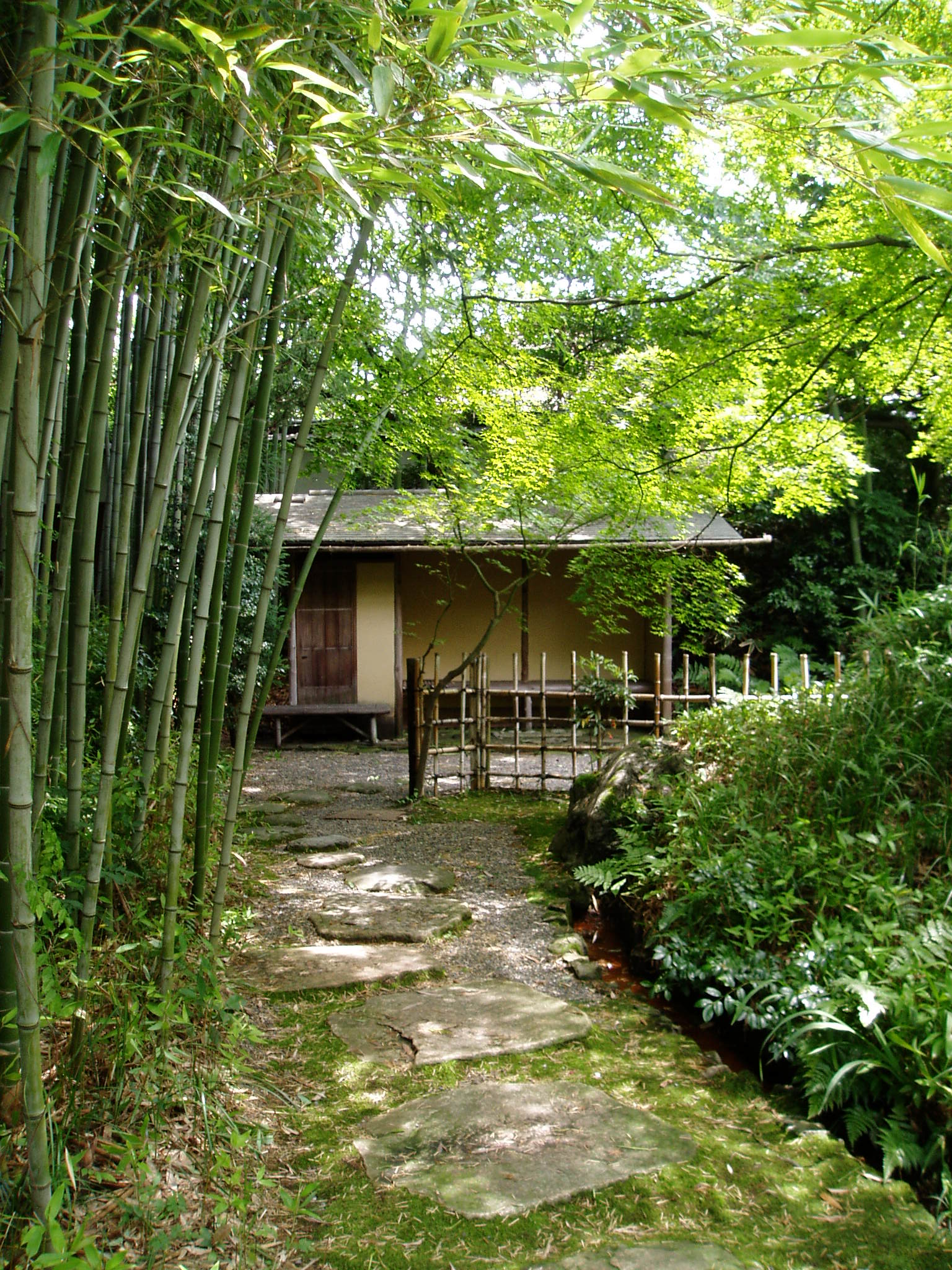
松花堂茶室「竹隠」の露地

露地（ろじ）は茶庭（ちゃてい、ちゃにわ）とも呼ばれ、茶室に付随する庭園である。

## 概要
露地は、本来は「路地」と表記されたが、江戸時代の茶書『南方録』などにおいて、「露地」の名称が登場している。これは『法華経』の「譬喩品」に登場する言葉であり、当時の茶道が仏教を用いた理論化を目指していた状況を窺わせる。以後禅宗を強調する立場の茶人達によって流布され、今日では茶庭の雅称として定着している。

## 発生と発展
小間の茶室に付随する簡素な庭園は、広大な敷地を持つ寺院などではなく、敷地の限られた都市部の町屋において発達したと考えられる。こうした町屋では間口のほとんどを店舗にとられていたため、「通り庭」と呼ばれる細長い庭園が発達していたが、さらに茶室へと繋がる通路、「路地」が別に作られるようになった。『山上宗二記』には堺の市中にあった武野紹鷗の邸宅の四畳半の茶室の図が掲載されており、図によればこの茶室が「脇ノ坪ノ内」という専用の通路と「面（おもて）ノ坪ノ内」という専用の庭をもっていたことがわかる。同じころ奈良の塗師松屋松栄が設けた茶室の図には飛び石の記載があり、また待合の原型と思われる「シヨウギ（床几）」の書き入れもある（「松屋茶湯秘抄」）。
千利休の時代にはさらに茶室の建築が盛んとなったが、当時の数寄者達はこぞって建築の創意工夫をしていた時期であり、いわゆる利休風の茶室もこうした状況で熟成された。千利休は晩年にいたって草庵風の茶を完成させ、田園的・山間的情趣を表現の主題とし、茶の室は農家の藁屋を、茶庭は山寺への道の趣を表そうとしている。

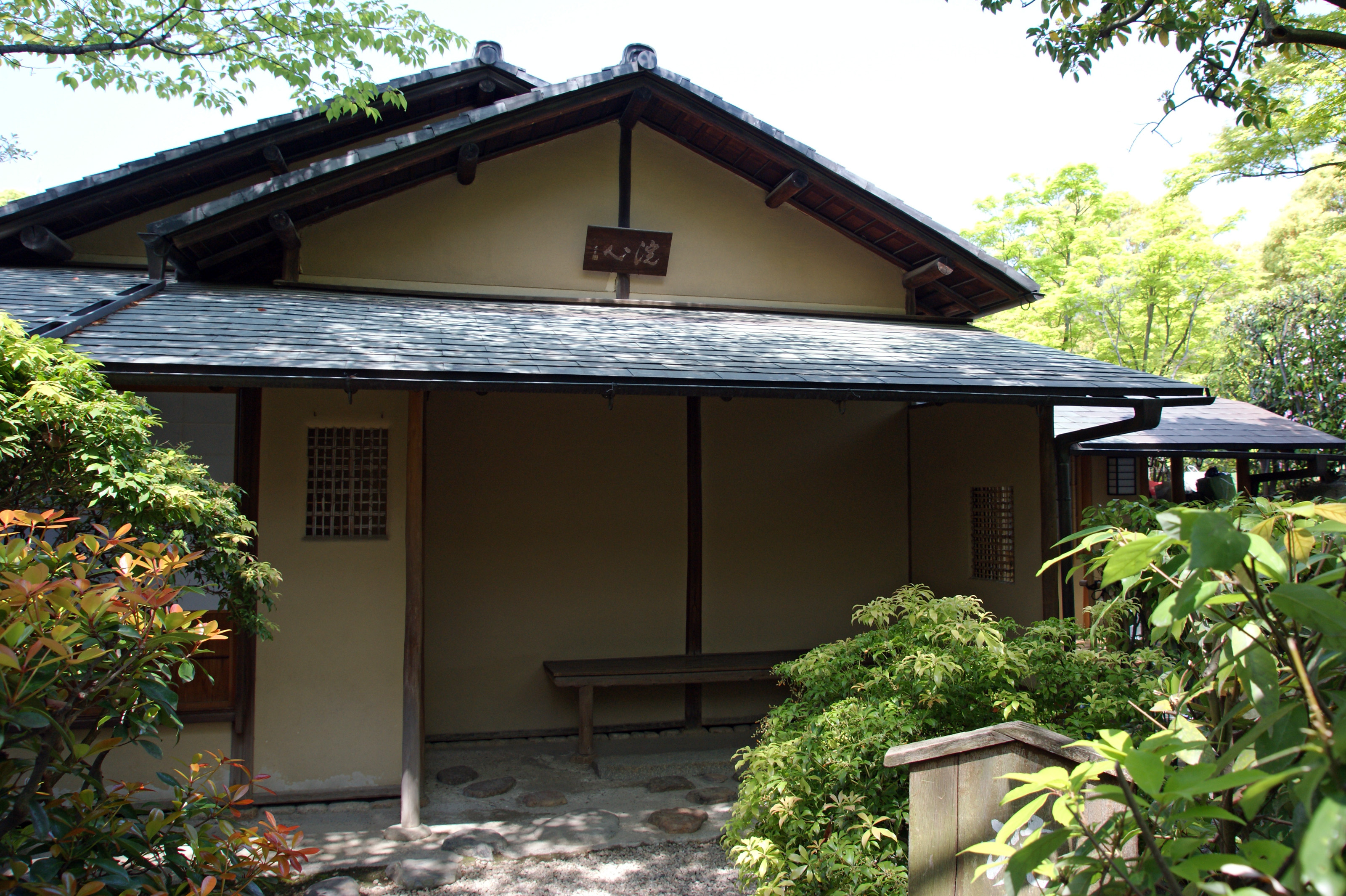
腰掛待合（相楽園茶室、神戸市）

なお躙口（にじりぐち）の発生に関しては資料が不足しており、流布している利休の創作という主張も確たる根拠があるわけではない。ただしこの躙り口によって、それまで中立ちに際しての待合に用いられていた縁側が取り除かれ、腰掛待合が別に設けられるようになった。また手水鉢に代わるつくばい（蹲踞）もこの時期に完成したものと考えられる。
露地には樹木等は里にある木も植えず人工を避け、できるだけ自然に山の趣を出すため、庭の骨組みをつくるのは飛石と手水鉢である。後には石灯籠が夜の茶会の照明として据えられるようになるほか庭に使われる手水鉢や灯籠は、新しくつくるよりは既存のものが好まれ、また廃絶や改修で不要となる橋脚や墓石などが茶人に見立てられ、庭の重要な景として導入されていく。こうした茶室の構造は敷地の広い寺院や武家屋敷にも取り入れられるようになり、中潜りや腰掛待合とつくばいを備えた現在の茶席に見るような様式化した茶庭が成立する。
こうして町衆の人々に育まれた茶の湯や茶庭はやがて、利休の弟子で武家茶道を発達させた古田織部や小堀遠州のような武将の手に移るころには、かなり内容が変化している。
露地は広い大名屋敷内につくられた関係もあって広くなり、途中に垣根を一つ二つつくって変化をつくり、また見る要素を強くするようになる。平庭に近かった露地に築山をもうけ、流れや池までもつくり、また石灯籠が重要な見どころとなっていく。ここには寝殿造風な庭園の伝統や書院庭の石組みの流れと触れあう面があったがこうした庭園の例としては桂離宮の庭園が現存する。
織部や遠州の茶や庭園は利休のそれに比べると作意が強いといわれ、利休が作意をも自然らしさの中に含みこもうとしたのに対し、織部の鑑賞を重視した茶庭には、作意が表面に押し出され、飛石や畳石を打つときは大ぶりなもの、自然にあまり見られない異風なものを探し求めたとされる。それまで飛石には小さい丸石を使っていたのを織部は、切石のしかも大きいものを好んで用いているほか、自身が考案したと伝えられる織部灯籠のきりっとした形は彼の作風がよく現れ、露地にあっても作意の横溢したこの「織部灯篭」をつくばいの鉢明かりとして据えるなど興趣をこらしている。なおこの織部灯篭は、その竿部分にマリア像らしき像を掘り込んでいることから別名「キリシタン灯篭」ともいい、織部がキリシタンであったとの憶測も呼んでいるが、像がマリアであることも織部がキリシタンであったことも、ともに確証はない。
織部の弟子である小堀遠州は作庭の名人として知られるが、席中の花と庭園の花が重複することは興を削ぐとして禁止し、以後の茶道界の大部分で慣習となっている。

## 露地の植栽
利休の侘び茶は「市中の山居」を追究するものであり、茶庭における植栽もカシやヒサカキなど花や実の目立たない常緑広葉樹、また、マツなどのような山里の風趣を感じさせる樹木を推奨した。それに対し、美観を重視した古田織部は、植栽においてもヤマモモ（楊梅）やビワなど果実をつける木の栽培を一本のみなら許容し、ソテツやシュロなど異国情緒を感じさせる、いわゆる「唐木」の植樹を推奨した。「きれいさび」の美意識で知られる武家茶人の小堀遠州は、香りや彩りによって季節感を演出できるモクセイやモッコク（木斛）の植栽を勧めた。露地は茶室建築と一体のものとして扱われたと同時に茶人の好みを強く反映するものであり、それは構成の面ばかりではなく、植栽の面でもあらわれた。

## 露地（茶庭）の庭園技法
- つくばい（蹲踞）
- 実用的な飛石
- 実用的な灯篭